# Dracoglossum plantagineum
Dracoglossum plantagineum är en ormbunkeart som först beskrevs av Nicolaus Joseph von Jacquin, och fick sitt nu gällande namn av Maarten J.M. Christenhusz. Dracoglossum plantagineum ingår i släktet Dracoglossum och familjen Tectariaceae. Utöver nominatformen finns också underarten D. p. confluens.